# OTED
OTED (One-Touch Exchange of Die) – odmiana SMED zakładająca przezbrojenie w czasie krótszym niż 100 sekund lub nawet dosłownie interpretując przezbrojenie jednym dotknięciem. 
Idealnym rozwiązaniem jest przezbrojenie bez zatrzymywania procesu, które jest wykonywane w czasie czynności wymiany elementów przetwarzanych w danej maszynie. Rozwiązanie takie w rzeczywistości występuje znacznie rzadziej niż SMED ze względu na wysokie nakłady inwestycyjne wynikające z automatyzacji procesu przezbrajania. Zamiast nazwy One-Touch Exchange of Die spotyka się czasem nazewnictwo Zero Minute Exchange of Die.
Wsparciem w dążeniu do OTED jest zastosowanie zasady ekonomiki ruchów elementarnych.